# Јунис (Луизијана)
Јунис (енгл. Eunice) град је у америчкој савезној држави Луизијана.

## Демографија
По попису из 2010. године број становника је 10.398, што је 1.101 (-9,6%) становника мање него 2000. године.
| Група             | 2000.         | 2010.         |
| Белци             | 7.843 (68,2%) | 6.551 (63,0%) |
| Афроамериканци    | 3.439 (29,9%) | 3.393 (32,6%) |
| Азијати           | 24 (0,2%)     | 61 (0,6%)     |
| Хиспаноамериканци | 128 (1,1%)    | 240 (2,3%)    |
| Укупно            | 11.499        | 10.398        |